# Rostoklaty (przystanek kolejowy)
Rostoklaty – przystanek kolejowy w miejscowości Rostoklaty, w kraju środkowoczeskim, w Czechach. Znajduje się na wysokości 250 m n.p.m. Położony jest w północnej części miejscowości, przy drodze nr 24513.
Jest zarządzany przez Správę železnic. Na przystanku istnieje możliwości zakupu biletu.

## Linie kolejowe
- 011 Praha - Kolín